# Prefectura de Kémo
Kémo (también llamada Kémo-Gribingui) es una de las 14 prefecturas de la República Centroafricana. Está situada en el centro-sur del país, junto con la República Democrática del Congo con la que está separa por el río Ubangui. Su capital es Sibut. Linda con las prefecturas de Nana-Grébizi al norte, Ouham al noroeste, Ombella-M'Poko al oeste, y Ouaka al este.
- Datos: Q848572